# Flagge Hongkongs
Die Flagge Hongkongs (chinesisch 香港區旗 / 香港区旗, Pinyin Xiānggǎng Qūqí, Jyutping Hoeng1gong2 Keoi1kei4 – „Regionalflagge Hongkongs“) – amtlich Flagge der Sonderverwaltungszone Hongkong der Volksrepublik China (中華人民共和國香港特別行政區區旗 / 中华人民共和国香港特别行政区区旗) – wurde erstmals am 1. Juli 1997 gesetzt. Der Entwurf der Flagge wurde offiziell in der dritten Sitzung des Nationalen Volkskongresses (NVK) der Volksrepublik China am 4. April 1990 angenommen. Im 58. Treffen der Staatsrat der Volksrepublik China in Peking passierte die gesetzliche Regelung zur Nutzung der Flagge den Staatsrat und wurde amtlich bestätigt. Die Beschreibung zum Entwurf, gesetzliche Regulierung zur Herstellung und Nutzung bzw. Missbrauch und Schändung der Flagge wird im Hongkonger „Gesetz zur Regionalflagge und Emblem“ (englisch Regional Flag and Regional Emblem Ordinance) des „Grundgesetzes von Hongkongs“ (englisch Basic Law of Hong Kong) festgehalten.

## Beschreibung

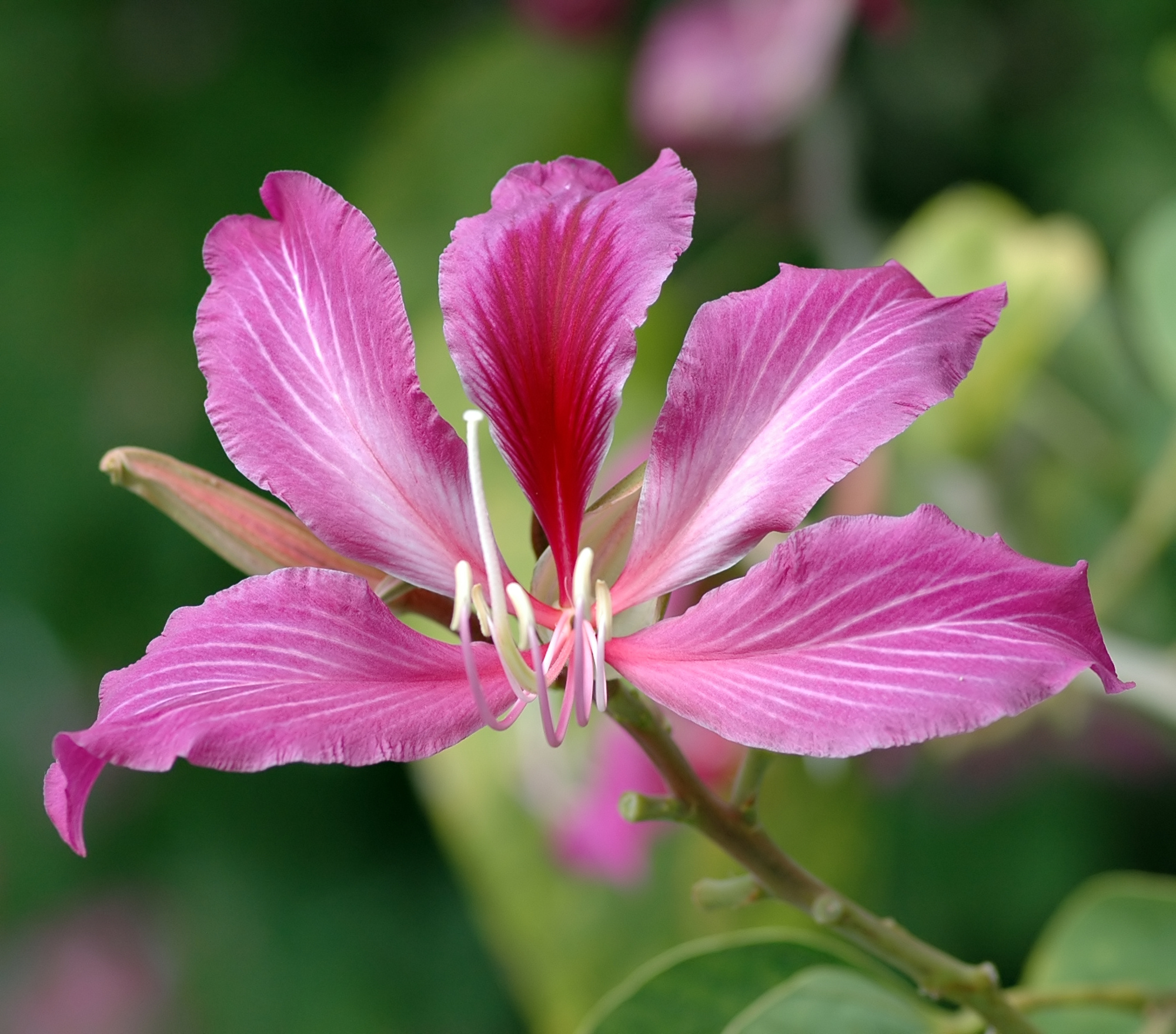
Blüte der Bauhinia × blakeana

Die Hintergrundfarbe der Flagge ist rot. In der Mitte der Flagge ist die als Stadtblume Hongkongs bekannte fünfblättrige Blüte der Bauhinien-Art Bauhinia × blakeana in weiß stilisierter Darstellung abgebildet. Auf den fünf Blütenblättern der Bauhinie befinden sich fünf gleich aussehende Sterne, die auf der Flagge der Volksrepublik China vorkommen. Daher wird die Regionalflagge Hongkongs inoffiziell auch als „Bauhinien-Flagge“ (紫荊花旗) bezeichnet. Der Entwurf der Flagge stammt vom Hongkonger Architekten Tao Ho (何弢).
Die Bauhinia × blakeana, umgangssprachlich auch als Hongkong-Bauhinie (宮粉紫荊, bzw. 洋紫荊) oder Hongkong-Orchideenbaum (香港蘭) bekannt, ist eine endemische Bauhinien-Art, die in Hongkong heimisch ist und ursprünglich nur dort vorkommt.

## Symbolische Bedeutung
Die Farbe Rot als Hintergrundfarbe der Flagge der Sonderverwaltungszone Hongkongs symbolisiert einerseits die Zugehörigkeit Hongkongs zu China und spiegelt anderseits die traditionelle festliche Bedeutung von Rot als glücksverheißende Farbe wider. Die stilisierte weiße Blüte der Bauhinia × blakeana in der Mitte symbolisiert die Stadt Hongkong. Die zwei Farbkomponenten der Flagge sollen das Verfassungsprinzip Dengs „Ein Land, zwei Systeme“ darstellen. Die fünf Sterne auf den Blütenblättern verkörpern die KPCh, und die vier Klassen Maos, den Arbeiter, den Kleinbauern, den Kleinbürger und den Kapitalisten.
Zitat des Vorsitzenden des Entwurfskomitees Ji Pengfei zum Basic Law von Hongkong (englisch Hong Kong Special Administrative Region Basic Law Drafting Committee, kurz BLDC) bei der Vorstellung des Flaggenentwurfs gegenüber dem Nationalen Volkskongress (englisch National People's Congress, kurz NPC):

“The regional flag carries a design of five bauhinia petals, each with a star in the middle, on a red background. The red flag represents the motherland and the bauhinia represents Hong Kong. The design implies that Hong Kong is an inalienable part of China and prospers in the embrace of the motherland. The five stars on the flower symbolise the fact that all Hong Kong compatriots love their motherland, while the red and white colours embody the principle of ‘one country, two systems’.”

## Gestaltung

Konstruktionszeichnung zur Flagge der SAR Hongkong – Proportion 2:3

### Farben
Die Farben der “Bauhinien-Flagge” entsprechen den Werten der folgenden Tabelle.
| Farbraum        | Rot         | Weiß         |
| --------------- | ----------- | ------------ |
| RGB dezimal     | 255, 00, 00 | 255-255-255  |
| RGB hexadezimal | #FF0000     | #FFFFFF      |
| CMYK            | 0/100/90/0  | 0/0/0/0      |
| HSV             | 0°,100%,50% | 0°,100%,100% |
| Pantone         | 186         | „safe“       |

### Größen
Die amtlichen Größen der „Bauhinien-Flagge“ entsprechen den Werten der folgenden Tabelle. Abweichende Flaggengrößen sollen skalierten Werten der amtlichen Größen entsprechen.
| Amtliche Größen                           | Länge (cm) × Breite (cm) |
| ----------------------------------------- | ------------------------ |
| 1                                         | 288 × 192                |
| 2                                         | 240 × 160                |
| 3                                         | 192 × 128                |
| 4                                         | 144 × 96                 |
| 5                                         | 96 × 64                  |
| 6 – Fahrzeugbeflaggung                    | 30 × 20                  |
| 7 – Beflaggung zur Unterschriftszeremonie | 21 × 14                  |
| 8 – Schreibtischbeflaggung                | 15 × 10                  |

## Geschichte

### Historische Kolonialflaggen

Badge-Motiv – Nach Messrs. Thomson & Son of Wapping, Entwurf G. C. Hamilton 1868

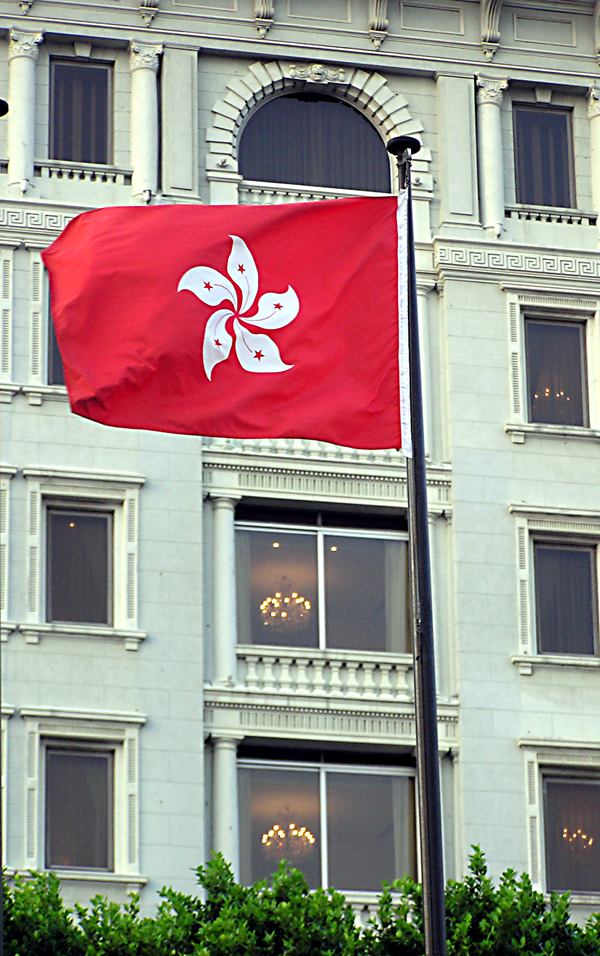
Wehende „Bauhinien-Flagge“, 2009

1841, bei der Besetzung Hongkongs durch das Britische Empire, wurde erstmals die Union-Jack-Flagge Großbritanniens auf der Insel Hongkong gehisst. Ein offizielles Siegel wurde 1843 eingeführt. Der Siegelentwurf stammt vom Entwurfsbüro Messrs. Thomson & Son of Wapping in London und zeigt eine lokale Szenerie der Hongkonger Küste mit Meer, Bergen, einer Dschunke und einem Dreimaster im Hintergrund. Im Vordergrund des Bildes steht ein chinesischer Händler in traditionelle Kleidung mit Gefolgsmann, der einem westlich gekleideten Herrn mit Zylinder und sechs grauen Kisten im Hintergrund die Hand schüttelt. Dieses Bild, benannt nach der lokalen Gegend Kwan Tai Lo (裙帶路 – „Rockbundweg“, ugs. auch Kwun-tai-loo 群大路 – „Großer Weg“) in Victoria City, wurde vermutlich durch Übertragungsfehler und Verballhornung in Dokumenten zum “Ar Kwan” Guiding the British Soldier Picture (阿群帶路圖 – „Ar Kwan weist den Weg-Bild“).
1864 führte das Vereinigte Königreich erstmals ein standardisiertes Flaggensystem ein, das den Kolonialregierungen Großbritanniens das Führen eigener Flaggen ab 1865 erlaubte. Diese Kolonialflaggen führen am oberen Mastende, in der sogenannten Gösch, einen Union Jack und auf der fliegenden Seite ein Badge, das jeweilige Emblem. Die Regierungsflaggen, Blue Ensign genannt, sind blau und Handelsflaggen, Red Ensign genannt, sind rot. Allerdings führte Hongkong offiziell nie eine Red Ensign.
Nach dem Siegel als Vorbild wurde 1868 ein Flaggenentwurf von G. C. Hamilton mit diesem Motiv als Badge vom damaligen Hongkonger Gouverneur Richard Graves MacDonnell abgelehnt und 1870 entstand der Entwurfsvorschlag des Colonial Secretary von Hongkong mit der britischen Krone über den Initialbuchstaben „HK“ für Hong Kong. 1871 wurde dieser Flaggenentwurf überarbeitet angenommen, wahrscheinlich ohne die Buchstaben „HK“. Historisch ist bisher nicht sicher belegt, wie die Kolonialflagge Hongkongs während dieser Zeit bis 1876 aussah. Ab 1876 wurde der abgelehnte Entwurf von 1868 überarbeitet und koloriert und schließlich von der Admiralität zugelassen.
In der Kolonialzeit zwischen 1870 und 1997 wurde das „Hoheitsemblem“ (Badge) der Kolonialflagge mehrfach geändert. Am 1. Januar 1959 erhielt das koloniale Hongkong ein eigenes offizielles Emblem vom College of Arms in London. Noch im selben Jahr wurde die Kolonialflagge Hongkongs überarbeitet und mit dem offiziellen Hongkonger Emblem versehen. Dieser Entwurf der Flagge diente seitdem als amtliche Flagge Hongkongs, von 1959 bis zur Rückgabe an die Volksrepublik China 1997.

Union-Jack-Flagge 1843–1871
Kolonialflagge 1871 bis 1876
Kolonialflagge 1876 bis 1941 1945 bis 1955
Nisshōki-Flagge 1941–1945
Kolonialflagge 1955 bis 1959
Kolonialflagge 1959 bis 1997, Seitenverhältnis 1:2
Handelsflagge 1871 bis 1997, (offiziell)
Handelsflagge 1959 bis 1997, (inoffiziell)

### Amtlicher Wettbewerb zur Flagge der SAR Hongkong
Auf der Suche nach Vorschlägen zum Aussehen der amtlichen Flagge Hongkongs nach der Rückgabe an China wurde von der damaligen Regierung Hongkongs zwischen dem 20. Mai 1987 und 31. März 1988 ein Ideenwettbewerb unter den Hongkonger Bürgern ausgerufen, um geeignete Ideen zu sammeln. Als Jury zur Beurteilung des Wettbewerbs wurden elf Persönlichkeiten aus Politik, Wirtschaft, Wissenschaft, Kunst und Kultur eingeladen. Unter den damals gesamten 7147 eingereichten Beiträgen waren 4489 Entwürfe zur Flagge. Sechs davon wurden für die engere Auswahl ausgewählt und dem Entscheidungskomitee der chinesischen Regierung in Peking vorgelegt. Jedoch wurde keiner der Wettbewerbsvorschläge der Hongkonger Bürger als geeignet erachtet. Daher baten Regierungsvertreter der chinesischen Regierung in Hongkong drei geeignete lokale Mitglieder der Jury diese Aufgabe zu übernehmen und neue Entwürfe vorzulegen. Dies waren der Bildhauer Lou Wen (文樓), der Designer Bing-wah Hon (韓秉華) und der Architekt Tao Ho (何弢). Schließlich wurde Tao Hos Entwurf zur Flagge am 4. April 1990 vom Nationalen Volkskongress angenommen.
Zu den eingereichten Flaggenentwürfen kommentierte Tao Ho, dass es sowohl witzige als auch politisch verdreht satirische Vorschläge gab. So gab es einen Entwurf, bei dem Hammer und Sichel und das Dollarzeichen einander gegenüberstanden. Zudem wurden viele Entwürfe aufgrund der Nutzung copyrightgeschützter Symbole disqualifiziert.

| Flagge | Zeitraum            | Nutzung | Kommentar |
| ------ | ------------------- | --- | --- |
|        | 1514–1521           | Flagge des Königreichs von Portugal | Portugiesische Marine besetzt Tamão (heutiges Gebiet von Tuen Mun, Lantau und Kwai Chung) 1514. |
|        | 1843–1868           | Flagge des Vereinigten Königreichs von Großbritannien und Nordirland | Nutzung des Union Jack erstmals bei der ersten Besetzung der Kolonie 1841 auf Gebieten der Insel Hongkong. Ein Siegelfund an einer Flagge von 1870 bestätigt die Nutzung der Flagge seit Anfang 1843.                   |
|        | 1862–1890           | Flagge der Qing-Dynastie | Erste Variante der Qing-Flagge (traditionelle Dreiecksform). Die New Territories gehörte bis zum Pachtvertrag vor 1898 zum Chinesischen Kaiserreich. Das Qing-Kaiserreich nutzten von 1644 bis 1862 keine Reichsflagge. |
|        | 1871–1876           | Kolonialflagge der „Britischen Kronkolonie Hongkong“ (British Crown Colony of Hong Kong)                                                                                               | Britische Blue Ensign mit der Krone über dem Schriftzug „HK“. |
|        | 1876–1941 1945–1955 | Kolonialflagge der „Britischen Kronkolonie Hongkong“ (British Crown Colony of Hong Kong)                                                                                               | Britische Blue Ensign mit einer Szenerie des Hafens von Hongkong. |
|        | 1876–1941 1945–1955 | Gouverneursflagge von Hongkong | Union Jack mit einer Szenerie des Hafens von Hongkong in der Flaggenmitte. |
|        | 1890–1898           | Flagge der Qing-Dynastie | Eine zweite Variante der Qing-Flagge (Rechtecksform). Die New Territories gehörte vor 1898 zum Qing-Kaiserreich. |
|        | 1941–1945           | Flagge Japans | Militärische Besetzung durch das Japanische Kaiserreich während des Zweiten Weltkriegs. |
|        | 1955–1959           | Kolonialflagge der „Britischen Kronkolonie Hongkong“ (British Crown Colony of Hong Kong)                                                                                               | Britische Blue Ensign mit einer Szenerie des Hafen von Hongkong. |
|        | 1955–1959           | Gouverneursflagge von Hongkong | Union Jack mit einer Szenerie des Hafen von Hongkong in der Flaggenmitte. |
|        | 1959–1997           | Kolonialflagge der „Britischen Kronkolonie Hongkong“ (British Crown Colony of Hong Kong) und später „Britisches Abhängiges Gebiet Hongkong“ (British Dependent Territory of Hong Kong) | Britische Blue Ensign mit dem Kolonialemblem von Hongkong (1959–1997). |
|        | 1959–1997           | Gouverneursflagge von Hongkong | Union Jack mit dem Kolonialemblem von Hongkong in der Flaggenmitte. |
|        | 1960er–1999         | Dienstflagge des Urban Council von Hongkong | Weist eine stilisierte, vereinfacht dargestellte weiße Bauhinia × blakeana auf magentafarbenem Hintergrund auf. |
|        | 1986–1999           | Dienstflagge des Regional Council von Hongkong | Weist ein stilisiertes dunkelgrünes, um 45-Grad verdrehtes, „R“ auf weißem Hintergrund auf. |

## Schwarze Bauhinia-Flagge

Black Bauhinia Flag

Im Zuge der Proteste in Hongkong 2019/2020 wird von der Demokratiebewegung eine schwarze Variante der Flagge (englisch Black Bauhinia Flag) als Zeichen des Protests verwendet. In ihr werden oftmals die Sterne (die die KP Chinas symbolisieren) weggelassen sowie teilweise auch eine verwelkte Bauhinia-Blume dargestellt.